# وحید کنعانی کلور
وحید کنعانی   نماینده دوازدهمین دوره انتخابات مجلس شورای اسلامی از حوزه انتخابیه خلخال و کوثر است. وی با کسب ۱۳۸۵۷ رای از مجموع ۴۵۱۶۸ رای کل آرای کسب شده به عنوان نماینده دوازدهمین دوره مجلس شورای اسلامی از حوزه انتخابیه خلخال و کوثر به مجلس راه یافت، وی همچنین فرماندار پیشین شهرستان کوثر بود.